# Santiago Mosquera
Hárold Santiago Mosquera Caicedo (sinh ngày 7 tháng 2 năm 1995) là một cầu thủ bóng đá người Colombia hiện tại thi đấu ở vị trí tiền vệ chạy cánh cho FC Dallas ở Major League Soccer.

## Sự nghiệp
Mosquera khởi đầu sự nghiệp cùng với 2 mùa giải cho Millonarios.
Vào tháng 2 năm 2018, Mosquera ký hợp đồng với FC Dallas của Major League Soccer.